# Kabinett Cavour III
Das Kabinett Cavour III regierte das Königreich Sardinien und das am 17. März 1861 aus diesem hervorgegangene Königreich Italien vom 21. Januar 1860 bis zum 23. März 1861. Davor regierte das Kabinett La Marmora I, danach das Kabinett Cavour IV. Die Regierung von Ministerpräsident Camillo Benso von Cavour wurde im Parlament von der sogenannten „Historischen Rechten“ (destra storica) und von Unabhängigen getragen.
Nach dem 1859 ausgetragenen Zweiten Unabhängigkeitskrieg, der für Sardinien-Piemont zunächst den Anschluss der Lombardei brachte, begann Giuseppe Garibaldi Anfang Mai 1860 mit seinen freiwilligen Mitstreitern den Zug der Tausend. Ziel war die Befreiung Süditaliens von den Bourbonen und die Einigung Italiens. Als sich im September 1860 abzeichnete, dass Garibaldi Erfolg haben würde, schickte die piemontesische Regierung Truppen nach Süden, weil man eine republikanische Wendung der Einigung verhindern wollte. Cavour gelang es damit, den Einigungsprozess politisch unter Kontrolle zu bringen und dem Haus Savoyen die Herrschaft zu sichern.
Dass es sich bei der Einigung rechtlich um eine einfache territoriale Ausdehnung des Königreiches Sardinien-Piemont (und schließlich um dessen Umbenennung in Königreich Italien) handelte, dokumentiert recht anschaulich die bruchlose Fortsetzung der Kabinettsnummerierung sowie die Nummerierung der Legislaturperioden des Parlaments und auch der Umstand, dass es König Viktor Emanuel II. nicht notwendig erschien, die Nummerierung seines Namens zu ändern. Die Verfassung von 1848 blieb weiterhin in Kraft und auch die Hauptstadt blieb bis 1865 in Turin.

## Regierungsbildung
Das Kabinett Cavour III war die letzte Regierung des Königreiches Sardinien-Piemont. Nach den Parlamentswahlen vom 27. Januar 1861 (mit Stichwahlen am 3. Februar 1861 in den Wahlkreisen) wurde mit dem Gesetz Nr. 4671 vom 17. März 1861 Viktor Emanuel II. zum König von Italien erklärt. Auf Grund der neuen politischen Lage trat Cavour mit seinem Kabinett am 23. März 1861 zurück, wurde aber wegen der gewonnenen Parlamentswahlen wiederum mit der Regierungsbildung beauftragt. Zwar wird das Kabinett Cavour IV oft als die erste Regierung des vereinten Italiens angesehen, de facto bestand jedoch das Vorgängerkabinett noch während der ersten Tage nach der Umbenennung des erweiterten Königreiches.

## Minister

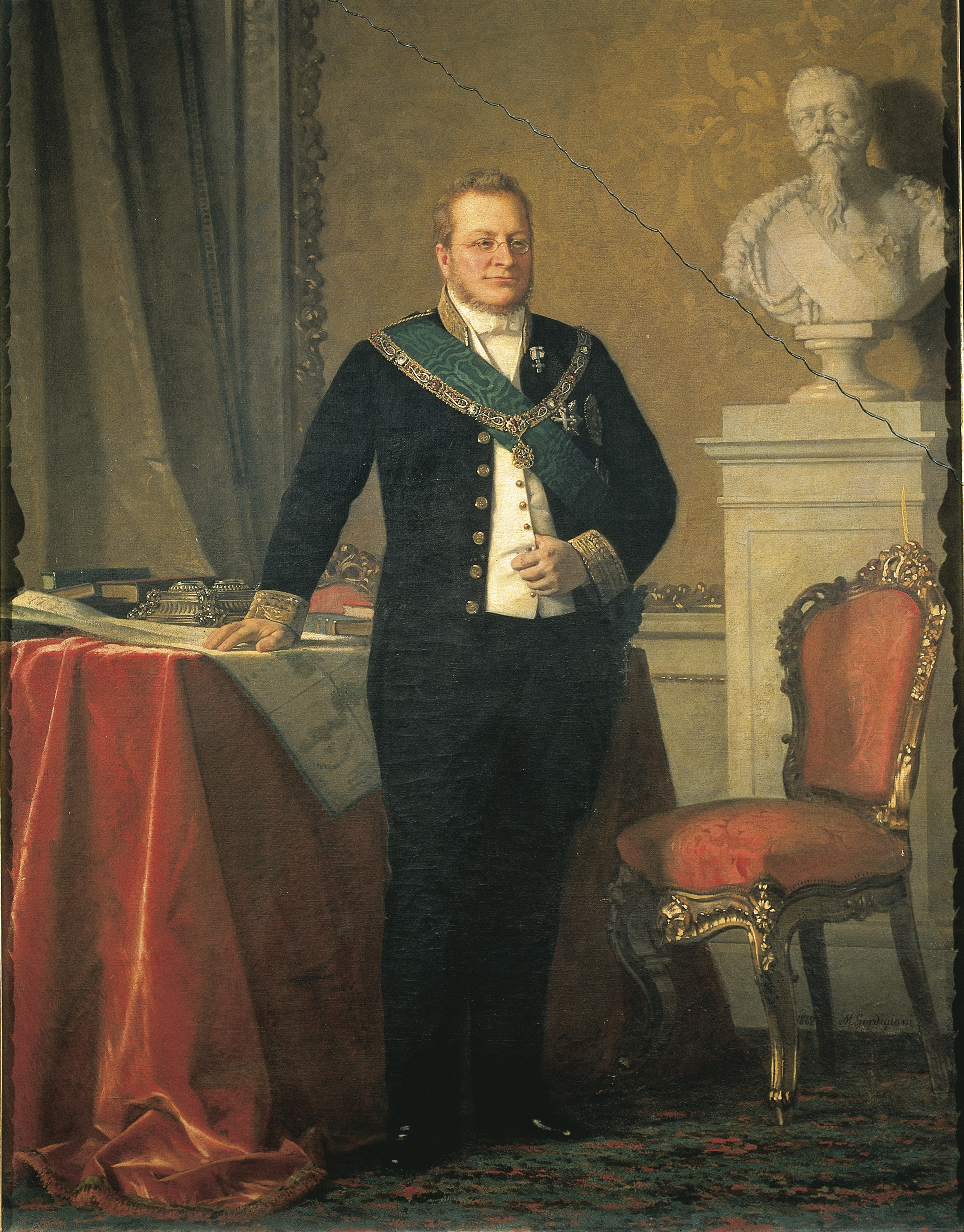
Graf von Cavour

| Ministerien                          | Name |
| ------------------------------------ | --- |
| Ministerpräsident                    | Camillo Benso von Cavour |
| Äußeres                              | Camillo Benso von Cavour |
| Inneres                              | Camillo Benso von Cavour (bis 23. März 1860) Luigi Carlo Farini (bis 28. September 1860) Marco Minghetti (bis 23. März 1861) |
| Justiz und Kirchenangelegenheiten    | Giovanni Battista Cassinis                                                                                                   |
| Krieg                                | Manfredo Fanti |
| Marine                               | Camillo Benso von Cavour |
| Finanzen                             | Francesco Saverio Vegezzi |
| Landwirtschaft, Industrie und Handel | Tommaso Corsi (5. Juli 1860 bis 23. März 1861)                                                                               |
| Öffentliche Arbeiten                 | Stefano Jacini (bis 14. Februar 1861) Ubaldino Peruzzi (bis 23. März 1861)                                                   |
| Bildung                              | Terenzio Mamiani |
| Ohne Geschäftsbereich                | Tommaso Corsi (bis 5. Juli 1860)                                                                                             |